# Nepytis russula
Nepytis russula är en skalbaggsart som beskrevs av Wilhelm Ferdinand Erichson 1842. Nepytis russula ingår i släktet Nepytis och familjen Melolonthidae. Inga underarter finns listade i Catalogue of Life.